# Philip St. George Cooke

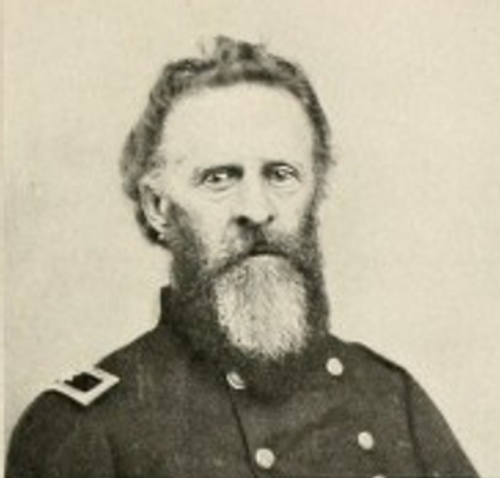
Philip St. George Cooke

Philip St. George Cooke (* 13. Juni 1809 in Leesburg, Virginia; † 20. März 1895 in Detroit, Michigan) war ein Kavallerieoffizier der United States Army, der als Unionsgeneral im Amerikanischen Bürgerkrieg diente. Er war der Autor eines Handbuches für die Kavallerie und wurde auch Vater der US-Kavallerie genannt.

## Frühes Leben
Cooke wurde am 13. Juni 1809 in Leesburg geboren. Er schloss seine Militärausbildung in West Point 1827 ab und wurde mit dem vorläufigen Rang eines Leutnants in der Infanterie eingesetzt. Er diente in vielen Einheiten im Westen und im Black-Hawk-Krieg. 1833 wurde er im neu formierten 1. Dragonerregiment zum Oberleutnant befördert.
Cooke machte zahlreiche Feldzüge im Fernen Westen mit den Dragonern. Als Hauptmann entwaffnete und verhaftete er Oberst Snivelys texanische Kompanie, die dabei war, den Handel entlang dem Santa Fe Trail zu unterbinden. Dieser Feldzug wurde bekannt als die 2. Texas Santa Fe Expedition.
Seine wahrscheinlich größte Tat bestand während des Mexikanisch-Amerikanischen Krieges in der Führung eines Mormonenbataillons von Missouri nach Kalifornien. Für diesen Einsatz in Kalifornien wurde er zum Oberleutnant befördert. Die von Cooke gewählte Route von 1847 war die erste Wagenroute nach Kalifornien und wurde später in großen Teilen für die ersten Eisenbahnrouten genutzt.
Mit dem 2. Dragonerregiment schlug er 1854 die Jicarilla-Apachen in Ojo Caliente (New Mexico) und stand in der Schlacht von Ash Hollow 1855 gegen die Sioux. 1856 wurde er als Friedensstifter nach Bleeding Kansas geschickt. An der Seite von Brigham Young nahm er 1857 und 1858 am Utah-Krieg teil. Nach Abschluss dieser Unternehmen wurde er zum Oberst befördert und bekam das Kommando über die 2. Dragoner. Er war Beobachter für die US Army im Krimkrieg und Befehlshaber des Department of Utah von 1860 bis 1861.

## Die Sezessionskriege
Der Sezessionskrieg teilte Cookes Familie in zwei Lager. Während er selbst sich loyal zur Union verhielt, wurde sein Sohn John Rogers Cooke Kommandeur einer Infanteriebrigade in Army of Northern Virginia. Jeb Stuart, der berühmte Kavalleriekommandeur der Konföderierten, war Cookes Schwiegersohn. Cooke und Stuart haben nie wieder ein Wort miteinander gewechselt. Stuart sagte: „Er wird es einst bereuen, und er wird es für immer tun!“ Am Beginn des Sezessionskrieges verfügte die US Army über fünf berittene Regimenter. Cooke kommandierte das 2. Dragonerregiment, das nun zum 2. US-Kavallerieregiment umbenannt wurde.
Cooke wurde am 21. November 1862 zum Brigadegeneral der Army befördert. Präsident Abraham Lincoln nominierte ihn für diese Beförderung, die vom US-Senat am 7. März 1862 bestätigt wurde. Er befehligte eine Brigade Kavallerie und übernahm die Verteidigung von Washington, D.C. Im Halbinsel-Feldzug übernahm er auf Befehl von George B. McClellan die Kavalleriereserve in der Größe einer Division der Potomac-Armee. Als die Konföderierten die Stadt Yorktown aufgaben, wurde Cooke mit Generalmajor George Stoneman auf die Verfolgung geschickt. Ihre Truppen wurden bei der Belagerung von Fort Magruder aufgerieben. Er nahm an der Schlacht von Williamsburg, der Schlacht bei Gaines Mill, der Schlacht von White Oak Swamp und an der Sieben-Tage-Schlacht teil, der fast ein gesamtes Regiment zum Opfer fiel.
Nach dem Halbinsel-Feldzug zog er sich von den Schlachtfeldern zurück. Ein Grund hierfür war sein Schwiegersohn Jeb Stuart, der auf Seiten der Konföderation seinen Dienst versah. Cooke war Richter beim Militärgericht, kommandierte den Distrikt von Baton Rouge und war Superintendent der US Army für das Büro des Generaladjutanten. Am 17. Juni 1866 vergab Präsident Andrew Johnson an Cooke den Ehrendienstgrad des Generalmajors der US Army.

## Militärkarriere nach den Sezessionskriegen
Cooke kommandierte das Department of the Platte von 1866 bis 1867. Er schied nach über 50 Dienstjahren am 29. Oktober 1873 als Brigadegeneral aus dem Armeedienst aus. Cooke ist Autor mehrerer Bücher, die er während seiner Dienstzeit schrieb.
- Notes of a Military Reconnaissance, from Fort Leavenworth, in Missouri, to San Diego, in California (1848)
- Scenes and Adventures in the Army: or, Romance of Military Life (1857)
- Cavalry Tactics (1862), Handy Book for United States Cavalry (1863)
- The Conquest of New Mexico and California (1878).

Cooke starb in Detroit und wurde auf dem dortigen Friedhof Elmwood Cemetery bestattet. Camp Cooke, ein Armeelager im Santa Barbara County, Kalifornien, wurde nach ihm benannt. Es liegt heute auf dem Gebiet der Vandenberg Air Force Base.